# Pilares CDMX

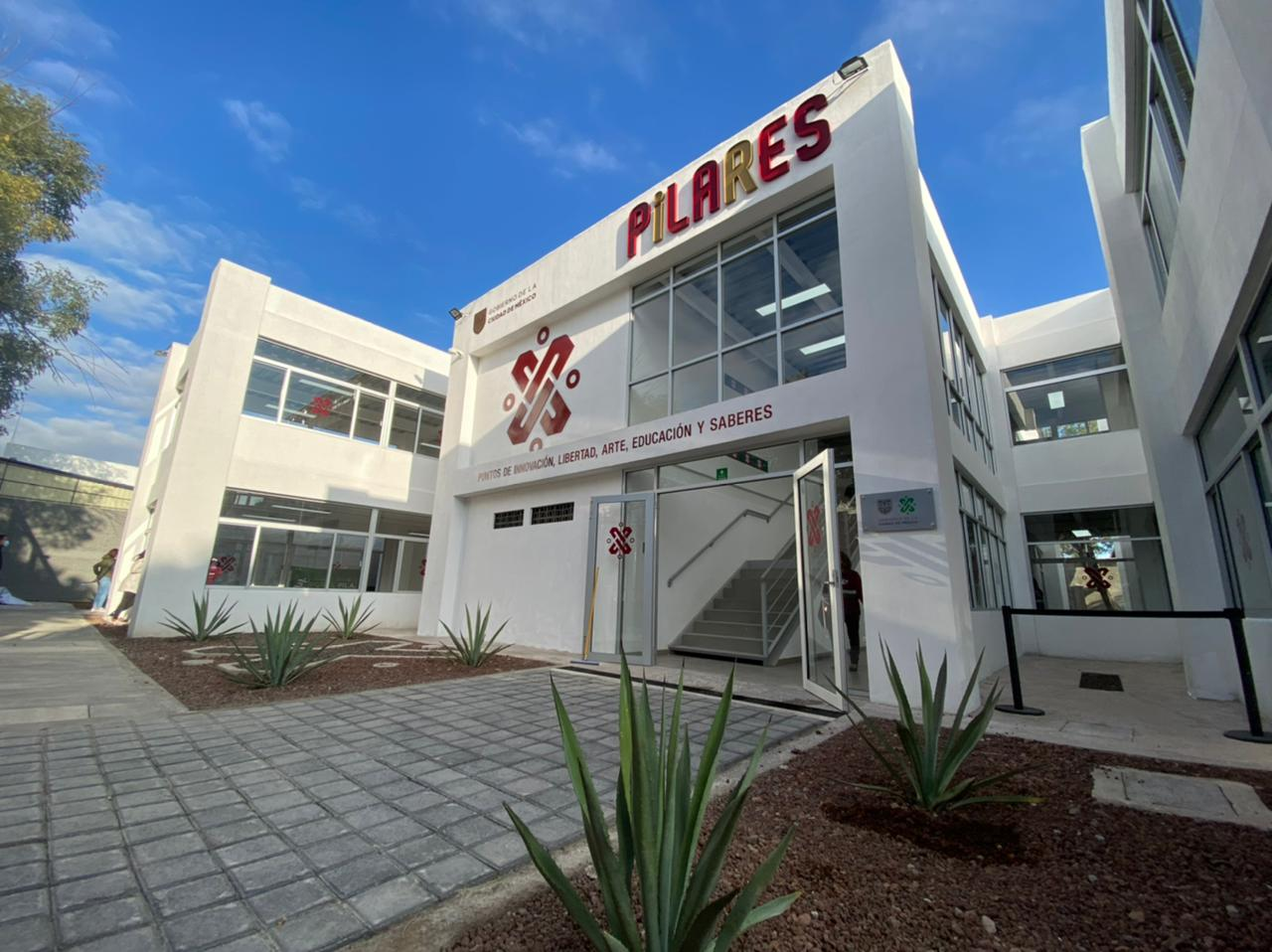
Sede de PILARES

Los Puntos de Innovación, Libertad, Arte, Educación y Saberes, mejor conocidos como Pilares, es un programa público de centros comunitarios en la Ciudad de México que ofrecen actividades culturales, deportivas y educativas de manera gratuita, enfocándose especialmente en zonas de alta marginación. En 2021, recibió el Premio Construir Igualdad que entrega el Centro Internacional para la Promoción de los Derechos Humanos de la Organización de las Naciones Unidas para la Educación, la Ciencia y la Cultura.

## Historia
En 2016, durante la administración de Claudia Sheinbaum en la alcaldía de Tlalpan, se implementó el programa «Asesorías Educativas presenciales y en línea en Cibercentros de Aprendizaje con jóvenes Tlalpan 2016» para combatir el rezago educativo. Este programa ofrecía a personas de todas las edades la posibilidad de concluir la educación primaria, secundaria o preparatoria de forma gratuita y en línea. 3600 estudiantes, en su mayoría mujeres jóvenes entre 15 y 29 años, se beneficiaron del programa.
En 2017, el programa cambió su nombre a «Ciberescuelas 2017» y se equipó con aulas, mobiliario y computadoras con acceso a internet gratuito. Los estudiantes también contaban con el acompañamiento de un monitor que les brindaba ayuda en el proceso de aprendizaje y la finalización de sus estudios. Gracias a estas mejoras, se logró atender a un mayor número de personas, cerca de 5800 estudiantes, con una proporción del 59% de mujeres y el 41% de hombres, todos ellos entre 15 y 29 años.
En 2018, durante la transición a la jefatura de gobierno de la Ciudad de México, Claudia Sheinbaum presentó el programa Puntos de Innovación, Libertad, Arte, Educación y Saberes (Pilares) como una evolución del proyecto de ciberescuelas. El objetivo era establecer 300 centros en las 16 demarcaciones de la entidad para fomentar la educación, la cultura y el deporte, especialmente en zonas marginadas.
La construcción de los Pilares comenzó en diciembre de 2018. Se planeó la apertura de 150 centros en 2019 y otros 150 en 2020. Estos espacios se construyeron en las zonas más vulnerables de la ciudad para fortalecer el tejido social, prevenir la violencia y garantizar el derecho a la educación y la cultura. Se crearon brigadas informativas para dar a conocer estos nuevos espacios a la comunidad.

## Características

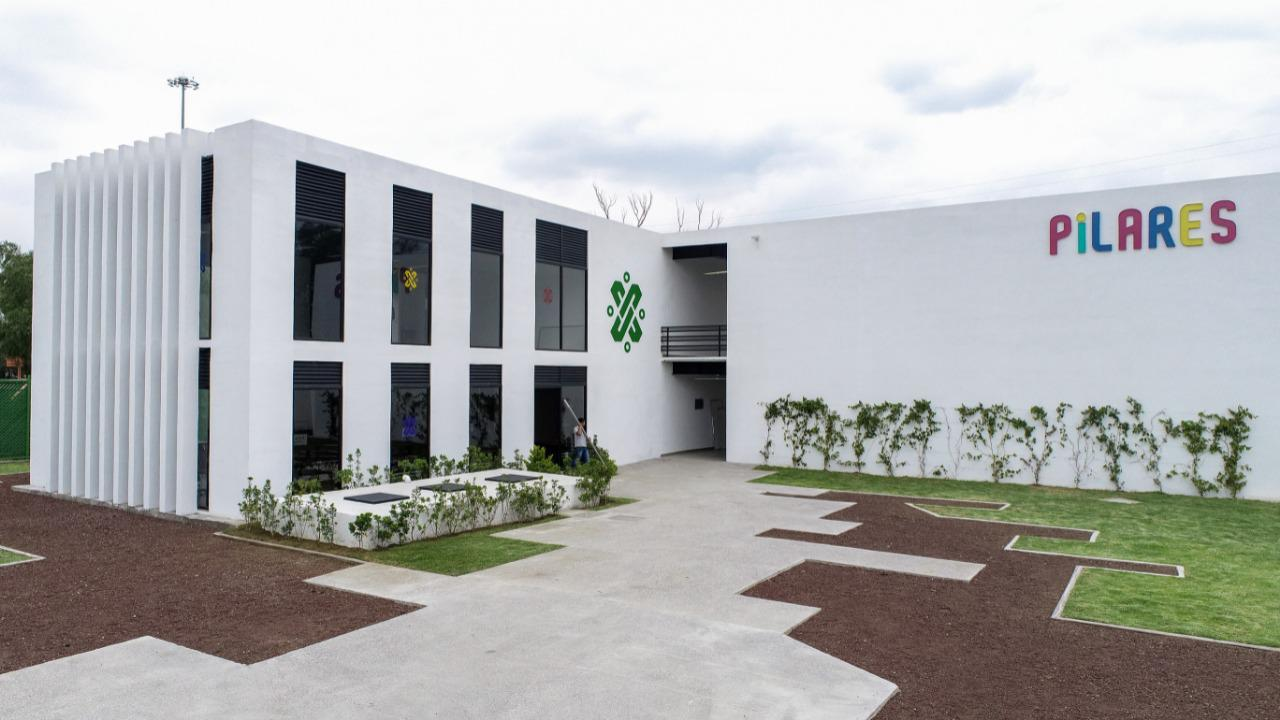
Pilares CDMX

Los Pilares son centros comunitarios administrados por el Gobierno de la Ciudad de México como parte de una política integral para promover la participación ciudadana y el bienestar social. Su objetivo principal es fomentar el acceso a los derechos educativos, culturales y deportivos de la población, especialmente en zonas con altos índices de marginación.
La ubicación de los Pilares se basa en un análisis territorial que prioriza áreas con menor Índice de desarrollo social, considerando factores como la densidad poblacional, la incidencia delictiva y la presencia de jóvenes. Sin embargo, también se toman en cuenta las solicitudes de vecinos y organizaciones sociales.
Los Pilares ofrecen una variedad de servicios gratuitos, incluyendo educación para todas las edades, actividades deportivas y capacitación en oficios para promover la autonomía económica. Cuentan con recursos como computadoras, internet, herramientas y maquinaria para facilitar el aprendizaje y el desarrollo de habilidades.
La inversión inicial para la construcción y equipamiento de estos centros fue de alrededor de 1200 millones de pesos, y el costo anual de mantenimiento y operación es de aproximadamente 250 millones de pesos.

## Actividades

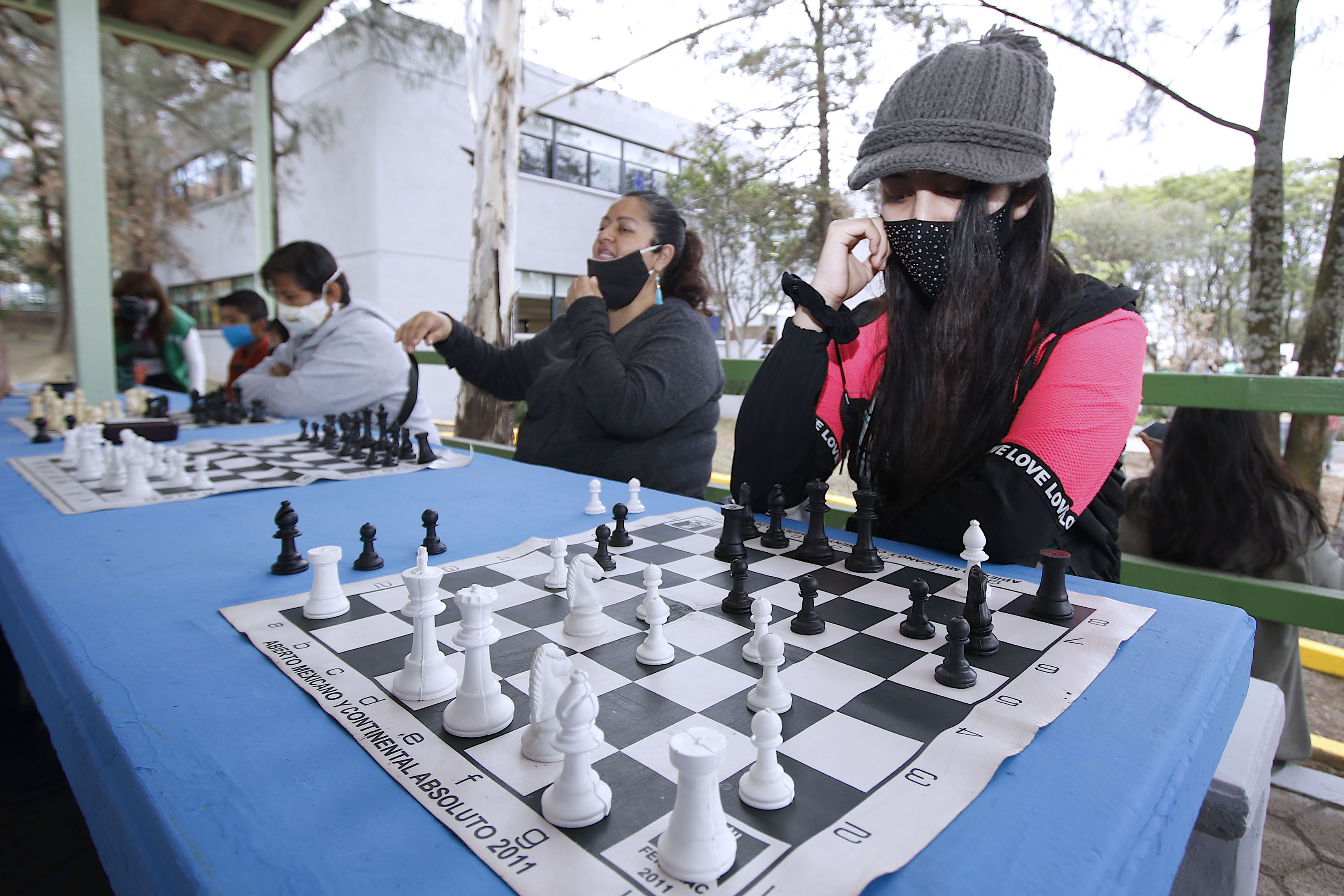
Clases de ajedrez en el Pilares Valle de Luces

Estos espacios ofrecen diversos servicios gratuitos a la comunidad, como acceso a computadoras e internet, programas educativos para completar estudios de primaria, secundaria, preparatoria o carreras técnicas en línea en colaboración con diversas universidades, así como escuelas de código donde se puede aprender programación. Además, los Pilares cuentan con actividades artísticas, deportivas y de autonomía económica, brindando apoyo para emprender pequeños negocios. También se brindan conciertos, exposiciones y talleres de danza. 
Todas las actividades tienen como propósito disminuir el rezago educativo entre jóvenes, contribuir a la autonomía económica de las mujeres, impulsar la formación y la creatividad de la población mediante el desarrollo de capacidades artísticas e incrementar el acceso a servicios de cultura física.

### Ciberescuela
Esta opción atiende a cualquier persona pero le da prioridad a jóvenes de 15 y 29 años para iniciar, continuar o concluir sus estudios de primaria, secundaria y bachillerato mediante instituciones educativas facultadas para su certificación. Cuenta con espacios equipados con computadoras y conectividad a Internet.
También incorpora talleres de habilidades cognitivas, digitales y emocionales.

### Bachillerato en Línea Pilares
Se trata de un programa educativo de nivel medio superior que el gobierno de la CDMX  ofrece a sus habitantes como una opción para concluir los estudios de bachillerato en modalidad en línea. Los estudiantes que no cuentan con una computadora en sus domicilios acuden a los Pilares para tener acceso a una computadora, ingresar a la plataforma de aprendizaje y avanzar en sus estudios. 
Incluye un total de 12 asignaturas interdisciplinarias que se cursan una a la vez durante dos meses. Las figuras docentes de este plan de estudios son el asesor en línea, experto en los contenidos del programa de la asignatura, quien participa en un proceso de formación docente riguroso que comprende varias etapas, y el consejero, experto en psicopedagogía, quien acompaña al aprendiz en su trayecto escolar y tiene la misión de fortalecer la autoeficacia del estudiante a la par que facilita el logro de metas de aprendizaje utilizando para ello, el enfoque centrado en soluciones. 

### Educación para la Autonomía Económica
Este es un programa de capacitación y asesoría para la conformación de cooperativas y el emprendimiento para el autoempleo. 
Las técnicas de oficios para la producción de bienes y servicios: plomería, carpintería, herrería, electrónica, electricidad, serigrafía, gastronomía, panadería y diseño de modas, entre otros.  
Además de formación para la organización y capacitación para la comercialización de productos.

### Cultura
Los talleres están diseñados para responder a las necesidades de las personas y de las comunidades de cada uno de los territorios donde están ubicados.

### Actividades deportivas
Promoción de la actividad física gratuita, y de la socialización comunitaria. Incluye el programa Ponte Pila que tiene como objetivo aumentar el acceso a servicios adecuados de cultura física en las 16 alcaldías de la Ciudad de México.

## Sedes
| Número de Pilares por demarcación | Número de Pilares por demarcación | Número de Pilares por demarcación | Número de Pilares por demarcación | Número de Pilares por demarcación |
| --------------------------------- | --------------------------------- | --------------------------------- | --------------------------------- | --------------------------------- |
| Alcaldía                          | Alcaldía                          |                                   | Sedes                             | Sedes                             |
| Álvaro Obregón                    | Álvaro Obregón                    |                                   | 28                                | 28                                |
| Azcapotzalco                      | Azcapotzalco                      |                                   | 14                                | 14                                |
| Benito Juárez                     | Benito Juárez                     |                                   | 4                                 | 4                                 |
| Coyoacán                          | Coyoacán                          |                                   | 14                                | 14                                |
| Cuajimalpa de Morelos             | Cuajimalpa de Morelos             |                                   | 5                                 | 5                                 |
| Cuauhtémoc                        | Cuauhtémoc                        |                                   | 16                                | 16                                |
| Gustavo A. Madero                 | Gustavo A. Madero                 |                                   | 49                                | 49                                |
| Iztacalco                         | Iztacalco                         |                                   | 11                                | 11                                |
| Iztapalapa                        | Iztapalapa                        |                                   | 60                                | 60                                |
| La Magdalena Contreras            | La Magdalena Contreras            |                                   | 9                                 | 9                                 |
| Miguel Hidalgo                    | Miguel Hidalgo                    |                                   | 6                                 | 6                                 |
| Milpa Alta                        | Milpa Alta                        |                                   | 10                                | 10                                |
| Tláhuac                           | Tláhuac                           |                                   | 40                                | 40                                |
| Tlalpan                           | Tlalpan                           |                                   | 31                                | 31                                |
| Venustiano Carranza               | Venustiano Carranza               |                                   | 13                                | 13                                |
| Xochimilco                        | Xochimilco                        |                                   | 20                                | 20                                |

Para 2023, existían alrededor de 287 Pilares distribuidos en las 16 demarcaciones de la ciudad. Ocho de estos centros están vinculados al Instituto de Estudios Superiores Rosario Castellanos y al Instituto de Educación Media Superior. Los centros varían en tamaño y oferta, adaptándose a las necesidades específicas de cada comunidad.
Las sedes han sido construidas o acondicionadas por la Secretaría de Obras y Servicios de la Ciudad de México con una inversión total de aproximadamente 1,600 millones de pesos.
El proyecto se generó teniendo como objetivo establecer 300 sedes, para lo cual participan despachos arquitectónicos relevantes como: Ambrosi Etchegaray, Fernanda Canales, Frida Escobedo, Gabriela Carrillo, Javier Sánchez, Estudio Macias Peredo, Mauricio Rocha, Rozana Montiel, Taller 6A, Taller de Arquitectura X, TEN Arquitectos, Work AC + Ignacio Urquiza, Productora + Palma, Taller ADG, Gaeta Springball, a I 911, Francisco Pardo+ Fierro, R-Zero, Tatiana Bilbao Estudio, Dellekamp + Schleich, TO + Felipe Uribe + AGENdA, y Juan Pablo Serrano Orozco, entre otros, coordinados por la Secretaría de Obras.

## Premios
En 2021, el programa Pilares fue galardonado con el premio Construir Igualdad 2020, otorgado por el Centro Internacional para la Promoción de los Derechos Humanos de la de la Organización de las Naciones Unidas para la Educación, la Ciencia y la Cultura. El premio reconoce las iniciativas que promueven la igualdad y la no discriminación en ciudades de América Latina. En la convocatoria para el premio participaron 68 candidaturas de 42 ciudades pertenecientes a ocho países de América Latina.
En 2023, el Subsistema de Educación Comunitaria Pilares de la Ciudad de México recibió el Premio Internacional Ciudades Educadoras a Buenas Prácticas de Educación en Valores, otorgado por la Asociación Internacional de Ciudades Educadoras. La distinción reconoce la labor de Pilares en la promoción de valores esenciales para una convivencia armónica y una cultura de paz. Este reconocimiento se concedió entre 66 candidaturas provenientes de 55 ciudades y 11 países.